# Histoire d'amour sans paroles
L'Histoire d'amour sans paroles est un manuscrit conservé au musée Condé à Chantilly. Ce livre, daté des tout débuts du XVIe siècle, est composé uniquement de 28 miniatures pleine page, sans texte, évoquant l'amour entre Jean III de Brosse et sa femme Louise de Laval. Il s'agit d'un des très rares livres du Moyen Âge entièrement en image, évoquant une histoire d'amour.

## Historique du manuscrit
Le livre ne comporte aucune inscription, pas même un titre permettant d'éclairer son histoire. Seuls les symboles contenus dans les images, et notamment les initiales J et L présentes sur les tentures et les armoiries présentes en frontispices permettent d'attribuer le livre à ses premiers propriétaires. Il s'agirait de Jean III de Brosse, comte de Penthièvre et petit-fils du maréchal de France Jean de Brosse et de sa femme Louise de Laval, fille de Guy XIV de Laval. Ceux-ci se sont mariés le 15 mai 1468. Le livre raconte l'histoire d'amour apparemment réelle entre les deux personnes.
Le livre appartenait au XIXe siècle à la collection du bibliophile Armand Cigongne, qui fut achetée d'un bloc par le  duc d'Aumale en 1859, pour être intégrée dans sa bibliothèque du musée Condé.

## Composition
Le livre comprend 28 images peintes. 15 scènes représentant l'histoire des deux amoureux. À l'endroit où l'on s'attend à trouver les textes, 12 pages contiennent des panneaux décoratifs représentant des meubles héraldiques et des symboles métaphoriques : licorne, cœur, lapin, mouton, bélier, bébé. Trois feuillets laissés blancs séparent le livre en trois chapitres.

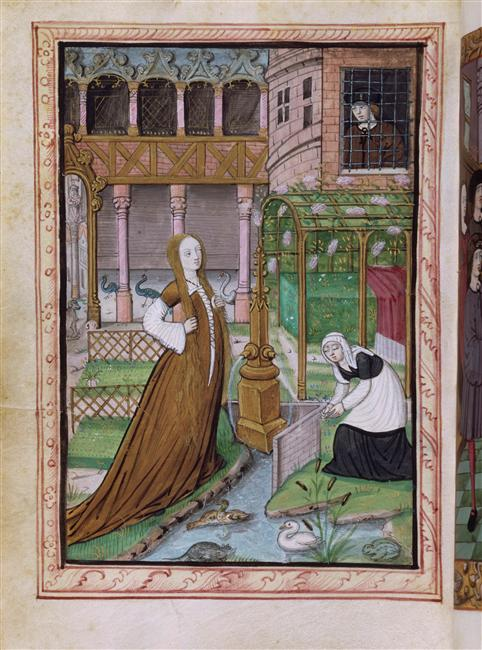
Jean observe Louise dans un jardin, f.1v.
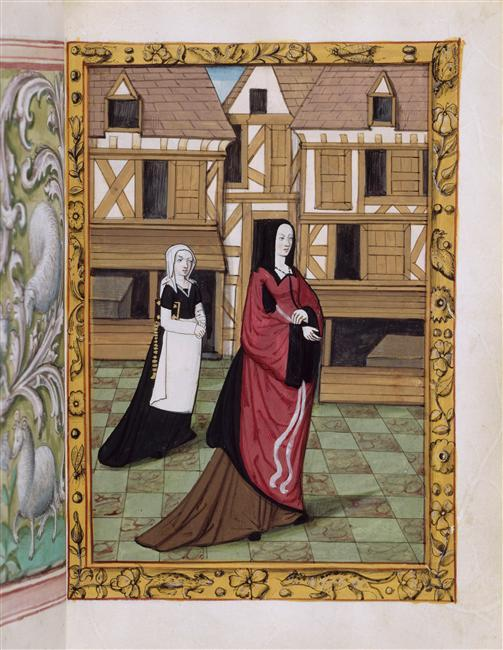
Louise et la servante déambulent dans la rue, f.8r.